# Lagon bleu (Islande)
Pour les articles homonymes, voir Lagon bleu et Blue Lagoon.
Ne doit pas être confondu avec le Myvatn Nature Baths aussi appelé Blue Lagoon.
Le Lagon bleu, en islandais Bláa Lónið, aussi connu sous son nom commercial anglais Blue Lagoon, est une station thermale située dans le sud-ouest de l'Islande, sur la Reykjanesskagi, à quatre kilomètres au nord de Grindavík et à quarante minutes au sud-ouest de la capitale Reykjavik. Ses eaux proviennent de la centrale géothermique de Svartsengi toute proche.
Le site est connu pour ses eaux aux couleurs cristallines qui proviennent de la réflexion particulière des rayons du soleil par les cristaux de silicate contenus dans l'eau. En été, l'eau peut prendre des tons verdâtres en raison de la multiplication de micro algues vertes photosynthétiques.

## Origines et géologie
La particularité de cette station thermale est la création d'un lac totalement artificiel de plus de 200 mètres de longueur dans la zone volcanique de Svartsengi, au milieu des champs de lave et de lichen alimenté par l'eau de la centrale géothermique de Svartsengi.
Concrètement, grâce à un forage à plus de 2 000 mètres de profondeur, la centrale puise une eau sous pression (12 bars) réchauffée à 240 °C dans un réservoir d'eau de mer qui permet de produire de l'électricité et de chauffer les villes de Grindavík et Reykjavik grâce à la chaleur de la terre.
L'eau puisée étant salée et très minéralisée, elle ne peut pas être utilisée dans le réseau, mais sert à chauffer de l'eau douce. L'excès d'eau de mer géothermale est rejeté dans la zone environnante. Au contact de la lave froide, des réactions chimiques dissolvent des minéraux comme la silice des roches volcaniques, formant une piscine artificielle riche en minéraux.
L'eau riche en silice ressort de la centrale entre 30 et 39 °C et alimente directement la station thermale et le lac artificiel. Ces dépôts rendent le sol imperméable avec le temps, d'où la nécessité pour la centrale de continuellement creuser de nouveaux bassins de décantation dans le champ de lave. Une installation expérimentale située à proximité de la centrale permet de voir les premiers essais effectués par les ingénieurs pour évaluer la vitesse de sédimentation, qui constitue clairement un facteur limitatif, autant sur l'économie que sur la durabilité. L'exploitation géothermique à cet endroit ne s'effectue donc pas sans impact environnemental.

## Composition de l'eau thermale

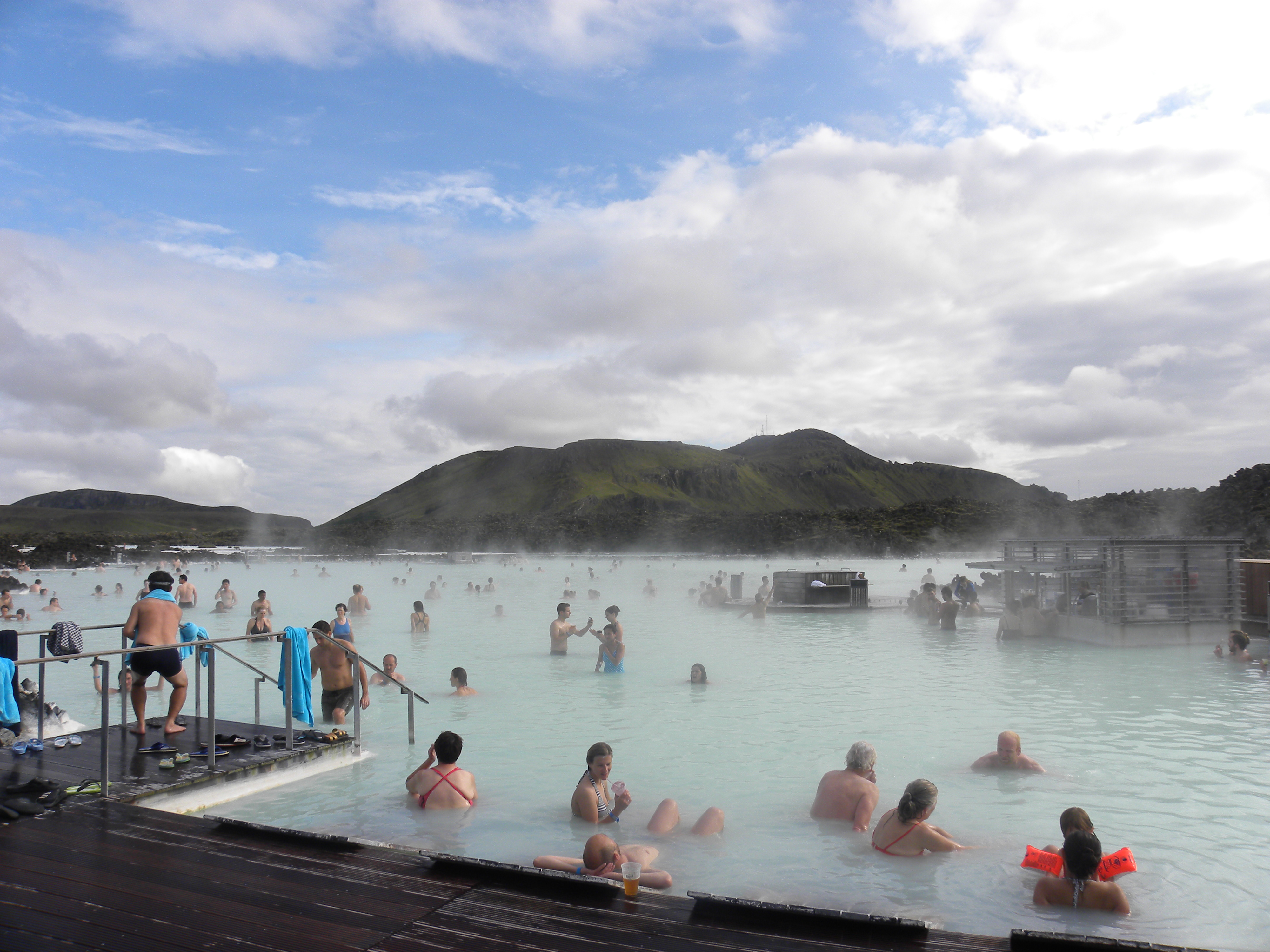
Vue de la partie aménagée du site en 2012.

Cette eau est naturellement riche en sels minéraux, silicates et algues bleu-vert. Ce sont ces algues qui donnent au lagon sa couleur bleu turquoise laiteuse et expliquent le surnom. Sa salinité est de 2,5 % alors que celle de l'eau de mer islandaise est d'environ 3,4 %.

Cette eau a des propriétés curatives en ce qui concerne certaines maladies de la peau telles que le psoriasis et l'eczéma. Une clinique pour traiter certaines de ces dermatoses a ouvert en juin 2005. Le centre comprend également un sauna, un bain d'eau bouillante, une chute d'eau, un centre de massage, etc.

## Histoire et tourisme

### Années 1980
Dans les années 1970, la centrale géothermique de Svartsengi est construite pour fournir électricité et chauffage. Elle ouvre en 1976. L'excès d'eau géothermique est déversé dans le champ de lave, vieux de 800 ans. Les ingénieurs s'attendaient à ce que l'eau s'infiltre dans la roche et rejoigne les acquifères, mais des piscines de forment.
Selon la légende, Valur Margeirsson est le premier à s'y baigner en 1981. Prêt à tout pour guérir de son psoriasis, il demande l'autorisation au directeur de la centrale voisine. Il découvre une eau chaude et agréable, riche en minéraux, et ayant des effets bénéfiques sur son psoriasis. Il surnomme l'endroit Bláa Lónid, ou Lagon bleu en français, un nom qui reste.
Ces bassins attirent les habitants locaux dès le début des années 1980, principalement pour ses propriétés curatives contre les affections cutanées (eczéma, psoriasis...). Pour répondre à l'intérêt croissant, des installations rustiques comme des vestiaires et des douches ont été ajoutées en 1987. Cette même année, un médecin de Reykjavík, Grímur Sæmundsen, commence à envisager un avenir plus formalisé pour le Blue Lagoon. Il y voit un lieu de santé et de bien-être, stimulé par les propriétés bioactives de l'eau de mer géothermique.

### Années 1990
La lagune devient le centre d'études scientifiques intensives, donnant naissance en 1992 à Blue Lagoon Limited, une entreprise fondée par Sæmundsen et destinée à la recherche des éléments principaux de l'eau : la silice, les algues et les minéraux. Les effets bénéfiques étant confirmés scientifiquement en 1995, Blue Lagoon Ltd. lance des produits de soin de la peau. Un an plus tôt ouvre une clinique pour les patients atteints de psoriasis.
Cela est suivi en 1999 par l'ouverture d'un centre de spa ultra-moderne qui transforme l'intégralité du site et éloigne le lagon de la centrale géothermale (il était situé à son pied jusque là). On y retrouve en outre un café, un hôtel et un restaurant. Des produits dermatologiques fabriqués sur place sont en vente dans les boutiques. Massages, bains et relaxation sont désormais possibles et le site ne vise plus uniquement une clientèle avec des problèmes de peau.

### Depuis les années 2000

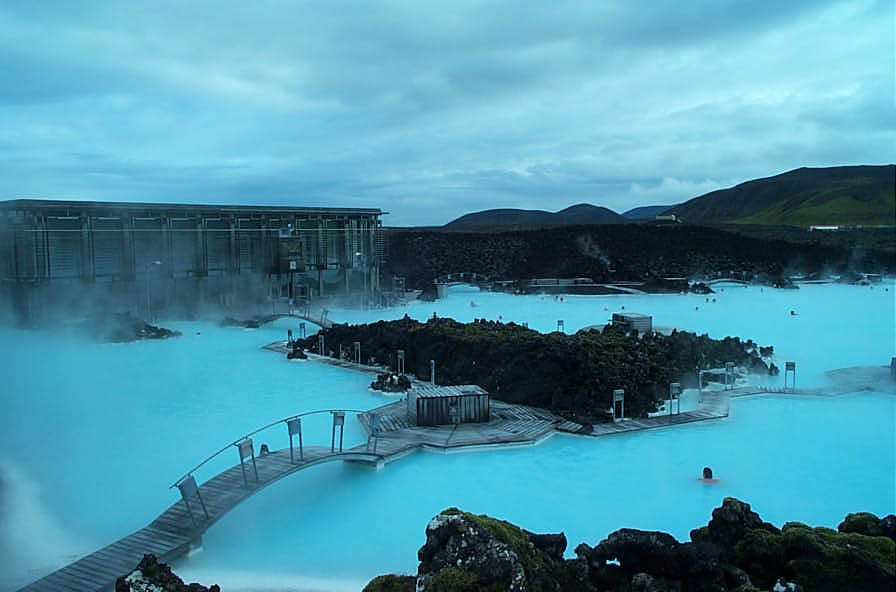
Le Lagon bleu dans l'obscurité de l'automne, en 2002.

En 2005, un hôtel-clinique pour le traitement du psoriasis ouvre ses portes, avec un lagon privé et associé au traitement par les UV. Les clients peuvent y séjourner et suivre une cure complète,.
Avec le temps et l'explosion du tourisme en Islande dès le début des années 2010, le site s'agrandit pour inclure un hôtel luxueux, un nouveau restaurant, ainsi que des bains supplémentaires et un espace VIP, de même que des soins divers, offrant une expérience de bien-être complète.
Aujourd'hui, le Blue Lagoon est l'une des destinations les plus prisées et emblématiques d'Islande, accueillant des centaines de milliers de visiteurs chaque année. En 2012, National Geographic sélectionne le site parmi ses 15 merveilles du monde. En 2010, les dirigeants expliquent pour Libération que « 90% des touristes qui visitent notre pays font au moins une fois halte ici, et les touristes constituent 80% de notre clientèle ».

## Agrandissement du site
Un agrandissement du site est actuellement en cours. Celui-ci devrait permettre d'agrandir le lagon et ajouter différentes installations de spa mais aussi d'un hôtel. La fin des travaux est prévue pour 2017.

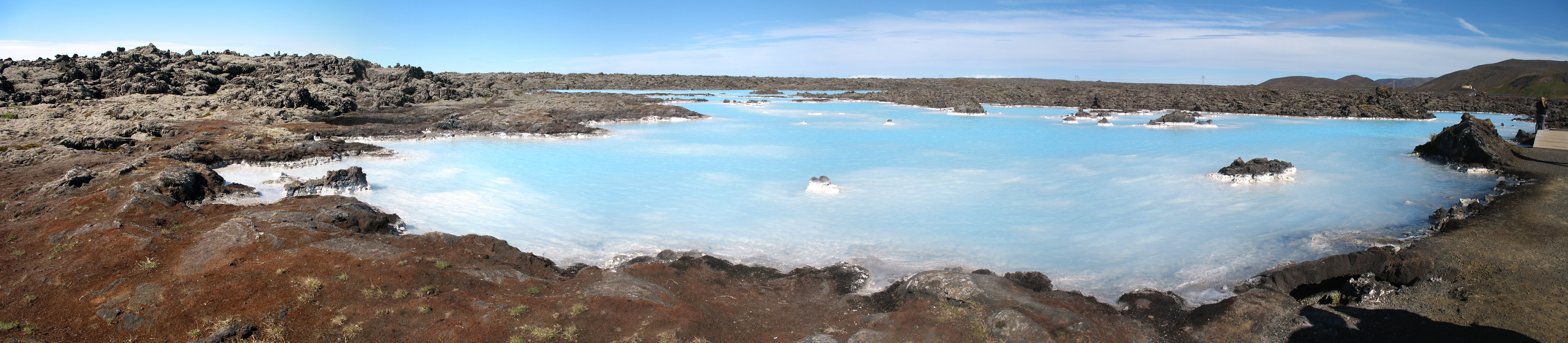
Vue panoramique de la partie non aménagée du lac.